# Discografia di Dolcenera
La discografia di Dolcenera comprende nove album di inediti registrati in studio ed una raccolta, pubblicata nel 2006 solamente per il mercato tedesco, austriaco e svizzero. Dolcenera ha inoltre pubblicato 25 singoli come artista principale, ai quali si aggiungono le partecipazioni all'interno dei singoli Domani 21/04.2009, realizzato in collaborazione con altri 55 artisti italiani, e Read All About It (Tutto quello che devi sapere), del rapper britannico Professor Green.
L'esordio discografico della cantante salentina è avvenuto nel 2002 con il singolo Solo tu, seguito l'anno seguente dal brano Siamo tutti là fuori, vincitore della sezione "Nuove proposte" del Festival di Sanremo 2003. I due singoli sono stati inclusi nell'album di debutto di Dolcenera, Sorriso nucleare, pubblicato nel marzo 2003 da Amarena Music, dal quale sono stati estratti anche Devo andare al mare e Vivo tutta la notte.
Il secondo album di Dolcenera, Un mondo perfetto è stato pubblicato nel maggio 2005, seguito a meno di un anno di distanza da Il popolo dei sogni. Entrambi gli album hanno raggiunto la certificazione di disco di platino in Italia.
Nel 2009 Dolcenera ha pubblicato il suo primo album per una major, Dolcenera nel Paese delle Meraviglie, che include il brano Il mio amore unico, arrivato fino al quinto posto della Top Singoli.
Il suo quinto album, Evoluzione della specie, è stato pubblicato nel 2011 ed ha prodotto i singoli Il sole di domenica e L'amore è un gioco. In occasione della partecipazione al Festival di Sanremo 2012 con il brano Ci vediamo a casa, l'album è stato ripubblicato con il titolo Evoluzione della specie2.
L'11 settembre 2015 la cantante ha pubblicato il suo sesto album di inediti dal titolo Le stelle non tremano, ripubblicato il 12 febbraio 2016 come Le stelle non tremano - Supernovæ con l'aggiunta di nuovi brani, tra cui Ora o mai più (le cose cambiano), in gara al Festival di Sanremo 2016.

## Album

### Album in studio
| Anno | Dettagli dell'album | Posizioni massime | Posizioni massime | Certificazioni | Unità          |
| Anno | Dettagli dell'album | ITA               | EU                | Certificazioni | Unità          |
| ---- | --- | ----------------- | ----------------- | -------------- | -------------- |
| 2003 | Sorriso nucleare - Pubblicato: marzo 2003 - Etichetta: Amarena Music - Formati: CD                                                                                                   | —                 | —                 |                |                |
| 2005 | Un mondo perfetto - Pubblicato: 20 maggio 2005 - Etichetta: Amarena Music - Formati: CD, CD+DVD                                                                                      | 4                 | 49                | - ITA: Platino | - ITA: 90 000+ |
| 2006 | Il popolo dei sogni - Pubblicato: 3 marzo 2006 - Etichetta: Amarena Music - Formati: CD                                                                                              | 16                | —                 | - ITA: Platino | - ITA: 80 000+ |
| 2009 | Dolcenera nel Paese delle Meraviglie - Pubblicato: 20 febbraio 2009 - Etichetta: Sony Music - Formati: CD, download                                                                  | 13                | —                 | - ITA: Platino | - ITA: 80 000+ |
| 2011 | Evoluzione della specie - Pubblicato: - 17 maggio 2011 (prima edizione) - 15 febbraio 2012 (Evoluzione della specie²) - Etichetta: EMI Music Italy - Formati: CD, download           | 15                | —                 |                |                |
| 2015 | Le stelle non tremano - Pubblicato: - 11 settembre 2015 (prima edizione) - 12 febbraio 2016 (Le stelle non tremano - Supernovæ) - Etichetta: Universal Music - Formati: CD, download | 5                 | —                 |                |                |
| 2022 | Anima Mundi - Pubblicato: - 9 dicembre 2022 - Etichetta: Universal Music - Formati: download                                                                                         | —                 | —                 |                |                |

### Raccolte per il mercato estero
| Anno | Dettagli dell'album |
| ---- | --- |
| 2006 | Un mondo perfetto (Germania, Austria e Svizzera) - Pubblicato: 29 agosto 2006 (ripubblicato il 30 marzo 2007) - Etichetta: Amarena Music - Formati: CD |

## EP
| Anno | Dettagli dell'EP                                                                                               |
| ---- | --- |
| 2006 | Dolcenera canta il cinema - Pubblicato: 1º febbraio 2006 - Etichetta: Amarena Music - Formati: CD              |
| 2018 | Regina Elisabibbi - Pubblicato: 21 maggio 2018 - Etichetta: Universal Music Italy - Formati: download digitale |

## Singoli

### Come artista principale
| Anno | Titolo                                           | Classifiche | Certificazioni | Unità          | Album di provenienza                 | Album di provenienza                 |
| Anno | Titolo                                           | ITA         | Certificazioni | Unità          | Album di provenienza                 | Album di provenienza                 |
| ---- | ------------------------------------------------ | ----------- | -------------- | -------------- | ------------------------------------ | ------------------------------------ |
| 2002 | Solo tu                                          | —           |                |                | Sorriso nucleare                     | Sorriso nucleare                     |
| 2003 | Siamo tutti là fuori                             | 10          |                |                | Sorriso nucleare                     | Sorriso nucleare                     |
| 2005 | Mai più noi due                                  | —           |                |                | Un mondo perfetto                    | Un mondo perfetto                    |
| 2005 | Continua                                         | 18          |                |                | Un mondo perfetto                    | Un mondo perfetto                    |
| 2006 | Com'è straordinaria la vita                      | 6           |                |                | Il popolo dei sogni                  | Il popolo dei sogni                  |
| 2006 | Piove (condizione dell'anima)                    | 11          |                |                | Il popolo dei sogni                  | Il popolo dei sogni                  |
| 2009 | Il mio amore unico                               | 5           | - ITA: Platino | - ITA: 50 000+ | Dolcenera nel Paese delle Meraviglie | Dolcenera nel Paese delle Meraviglie |
| 2009 | La più bella canzone d'amore che c'è             | —           |                |                | Dolcenera nel Paese delle Meraviglie | Dolcenera nel Paese delle Meraviglie |
| 2009 | Un dolce incantesimo                             | 47          |                |                | Dolcenera nel Paese delle Meraviglie | Dolcenera nel Paese delle Meraviglie |
| 2011 | Il sole di domenica                              | 36          |                |                | Evoluzione della specie              | Evoluzione della specie              |
| 2011 | L'amore è un gioco                               | 42          |                |                | Evoluzione della specie              | Evoluzione della specie              |
| 2011 | Read All About It (tutto quello che devi sapere) | 18          | - ITA: Oro     | - ITA: 15 000+ | Evoluzione della specie              | Evoluzione della specie              |
| 2012 | Ci vediamo a casa                                | 6           | - ITA: Platino | - ITA: 50 000+ | Evoluzione della specie              | Evoluzione della specie              |
| 2012 | Un sogno di libertà                              | —           |                |                | Evoluzione della specie              | Evoluzione della specie              |
| 2014 | Niente al mondo                                  | 44          |                |                | Le stelle non tremano                | Le stelle non tremano                |
| 2014 | Accendi lo spirito                               | —           |                |                | Le stelle non tremano                | Le stelle non tremano                |
| 2015 | Fantastica                                       | —           |                |                | Le stelle non tremano                | Le stelle non tremano                |
| 2015 | Un peccato                                       | —           |                |                | Le stelle non tremano                | Le stelle non tremano                |
| 2016 | Ora o mai più (le cose cambiano)                 | 52          |                |                | Le stelle non tremano - Supernovæ    | Le stelle non tremano - Supernovæ    |
| 2016 | 100 mila watt                                    | —           |                |                | Le stelle non tremano - Supernovæ    | Le stelle non tremano - Supernovæ    |
| 2018 | Un altro giorno sulla Terra                      | —           |                |                | Regina Elisabibbi                    | Anima Mundi                          |
| 2019 | Più forte                                        | —           |                |                | Anima Mundi                          | Anima Mundi                          |
| 2019 | Amaremare                                        | —           |                |                | Anima Mundi                          | Anima Mundi                          |
| 2020 | Wannabe (con Laïoung)                            | —           |                |                | Anima Mundi                          | Anima Mundi                          |
| 2022 | Nuovo giorno nuova luce                          | —           |                |                | Anima Mundi                          | Anima Mundi                          |
| 2022 | Spacecraft                                       | —           |                |                | Anima Mundi                          | Anima Mundi                          |
| 2022 | Calliope                                         | —           |                |                | Anima Mundi                          | Anima Mundi                          |

### Come artista ospite
| Anno | Titolo                                                                             | Classifiche | Certificazioni  | Unità           | Album di provenienza                           |
| Anno | Titolo                                                                             | ITA         | Certificazioni  | Unità           | Album di provenienza                           |
| ---- | ---------------------------------------------------------------------------------- | ----------- | --------------- | --------------- | ---------------------------------------------- |
| 2009 | Domani 21/04.2009 (Artisti Uniti per l'Abruzzo)                                    | 1           | - ITA: Diamante | - ITA: 500 000+ | /                                              |
| 2011 | Read All About It (Tutto quello che devi sapere) (Professor Green feat. Dolcenera) | 18          | - ITA: Oro      | - ITA: 15 000+  | At Your Inconvenience Evoluzione della specie² |

## Video musicali
| Anno | Titolo                               | Regista/i                          |
| ---- | ------------------------------------ | ---------------------------------- |
| 2003 | Siamo tutti là fuori                 |                                    |
| 2003 | Devo andare al mare                  |                                    |
| 2005 | Mai più noi due                      | Gaetano Morbioli                   |
| 2005 | Passo dopo passo                     | Davide Corallo                     |
| 2005 | Continua                             | Giangi Magnoni                     |
| 2006 | Com'è straordinaria la vita          | Giangi Magnoni                     |
| 2006 | Il luminal d'immenso                 | Studenti dello IED                 |
| 2006 | Piove (Condizione dell'anima)        | Francesco Fei                      |
| 2009 | Il mio amore unico                   | Gaetano Morbioli                   |
| 2009 | La più bella canzone d'amore che c'è | Gaetano Morbioli                   |
| 2009 | Un dolce incantesimo                 | Gaetano Morbioli                   |
| 2011 | Il Sole di domenica                  | Alessandro Orlowski                |
| 2011 | L'amore è un gioco                   | Roberto "Saku" Cinardi             |
| 2012 | Ci vediamo a casa                    | Valentina Be                       |
| 2012 | Un sogno di libertà                  | Valentina Be                       |
| 2014 | Niente al mondo                      | Fabio Jansen, Andrea Basile        |
| 2014 | Accendi lo spirito                   | Matteo Bombarda                    |
| 2015 | Fantastica                           | Fabio Jansen, Mosè Rodriguez       |
| 2015 | Un peccato                           | Matteo Bombarda, Matteo Podini     |
| 2016 | Ora o mai più (Le cose cambiano)     | Gabriele Surdo                     |
| 2016 | 100 mila watt                        | Fabrizio Conte, Luca Tartaglia     |
| 2018 | Un altro giorno sulla Terra          | Giorgio Testi                      |
| 2019 | Più forte                            | Gabriele Surdo                     |
| 2019 | Amaremare                            | Nils Astrologo                     |
| 2020 | Wannabe (con Laïoung)                | Giacomo Ricci, Virginia Pavoncello |
| 2022 | Calliope (Pace alla luce del Sole)   | Nicole Valenti                     |

### Partecipazioni in videoclip di altri artisti
| Anno | Titolo                                           | Artista                         | Regista/i                         |
| ---- | ------------------------------------------------ | ------------------------------- | --------------------------------- |
| 2009 | Domani                                           | Artisti Uniti per l'Abruzzo     | Ambrogio Lo Giudice               |
| 2011 | Read All About It (Tutto quello che devi sapere) | Professor Green feat. Dolcenera | Veronica Mengoli, Henry Schofield |
| 2020 | Ma il cielo è sempre blu                         | Italian Allstars 4 Life         | Mauro Russo                       |

## Collaborazioni
| Anno | Canzone                                           | In collaborazione con     | Album/DVD                              |
| ---- | ------------------------------------------------- | ------------------------- | -------------------------------------- |
| 2005 | Un destino di rondine                             | Premiata Forneria Marconi | Dracula: Opera Rock                    |
| 2005 | Pensiero stupendo (dal vivo)                      | Loredana Bertè            | Un mondo perfetto (Special Edition)    |
| 2005 | Sabato pomeriggio (dal vivo)                      | Claudio Baglioni          | Un mondo perfetto (Special Edition)    |
| 2009 | Come sei tu                                       | Claudio Baglioni          | Q.P.G.A.                               |
| 2010 | Madeline (Dolcenera esegue un assolo di armonica) | Francesco Sighieri        | Soft rock                              |
| 2010 | Stanno a guardare                                 | Istentales                | Onora s'istranzu                       |
| 2010 | Il cuore è uno zingaro                            | Neri per Caso             | Donne                                  |
| 2011 | Il nostro amore                                   | Roberto Vecchioni         | Chiamami ancora amore                  |
| 2018 | Georgie                                           | Cristina D'Avena          | Duets Forever - Tutti cantano Cristina |

## Colonne sonore
| Anno | Canzone             | Film                         |
| ---- | ------------------- | ---------------------------- |
| 2006 | In fondo alla notte | La notte del mio primo amore |
| 2007 | Sei tu              | Finché nozze non ci separino |
| 2007 | Mon amour           | Finché nozze non ci separino |
| 2009 | Il mio amore unico  | Amore 14                     |
| 2012 | Ci vediamo a casa   | Ci vediamo a casa            |

## Inediti e rarità
| Anno | Canzone         | Note                                                  |
| ---- | --------------- | ----------------------------------------------------- |
| 2005 | Domani          | Inno ufficiale del Campionato Primavera Tim           |
| 2008 | Possiamo volare | Brano vincitore del 51º Festival del Miccio Canterino |

## Partecipazioni all'interno di compilation
| Anno | Compilation                                                      | Canzone                              |
| ---- | ---------------------------------------------------------------- | ------------------------------------ |
| 2003 | Sanremo 2003 (Warner Strategic)                                  | Siamo tutti là fuori                 |
| 2006 | Sanremo 2006 (Warner Strategic Marketing)                        | Com'è straordinaria la vita          |
| 2006 | Innocenti evasioni 2006 (Warner Music)                           | Emozioni                             |
| 2007 | Love Collection (Edel Music)                                     | Mai più noi due                      |
| 2009 | Sanremo 2009 (Rhino Records)                                     | Il mio amore unico                   |
| 2009 | Ti amo: le nostre canzoni d'amore (Radio Italia)                 | Il mio amore unico                   |
| 2009 | MTV Summer Song (Sony Music)                                     | La più bella canzone d'amore che c'è |
| 2009 | Cinemania: le più belle canzoni nel nuovo cinema italiano (Edel) | In fondo alla notte                  |
| 2011 | Radio Italia Top Estate 2011 (Solo musica italiana)              | Il sole di domenica                  |